# Бюлер, Урс
Урс Бю́лер (19 июля 1971, Виллизау, Швейцария) — швейцарский тенор, оперный и популярный исполнитель, один из четырёх солистов группы Il Divo.

## Биография
Урс Бюлер родился 19 июля 1971 года в Виллизау в кантоне Люцерн. Знакомство с музыкой началось для него в возрасте пяти лет — он учился игре на скрипке и пел в местном детском церковном хоре. Через некоторое время он научился играть на гитаре, фортепьяно, кларнете. В 20 лет окончил Академию школьной и духовной музыки в Люцерне. Обучаясь в Академии, Урс организовал группу «Сonspiracy», игравшую в стиле хеви-метал. 5 лет спустя получил диплом по курсу вокала в Амстердамской консерватории, где его учителями были, в частности, Йёста Винберг и Удо Райнеманн. За годы обучения в Академии и консерватории он овладел кроме родного швейцарского немецкого целым рядом языков: французским, английским, голландским, а также — на разговорном уровне — испанским и итальянским.
На протяжении ряда лет Урс выступал в Нидерландском оперном товариществе (нидерл. Netherlands Operaa Gezelschap). Также принимал участие в Зальбургском фестивале.

## В составе Il Divo

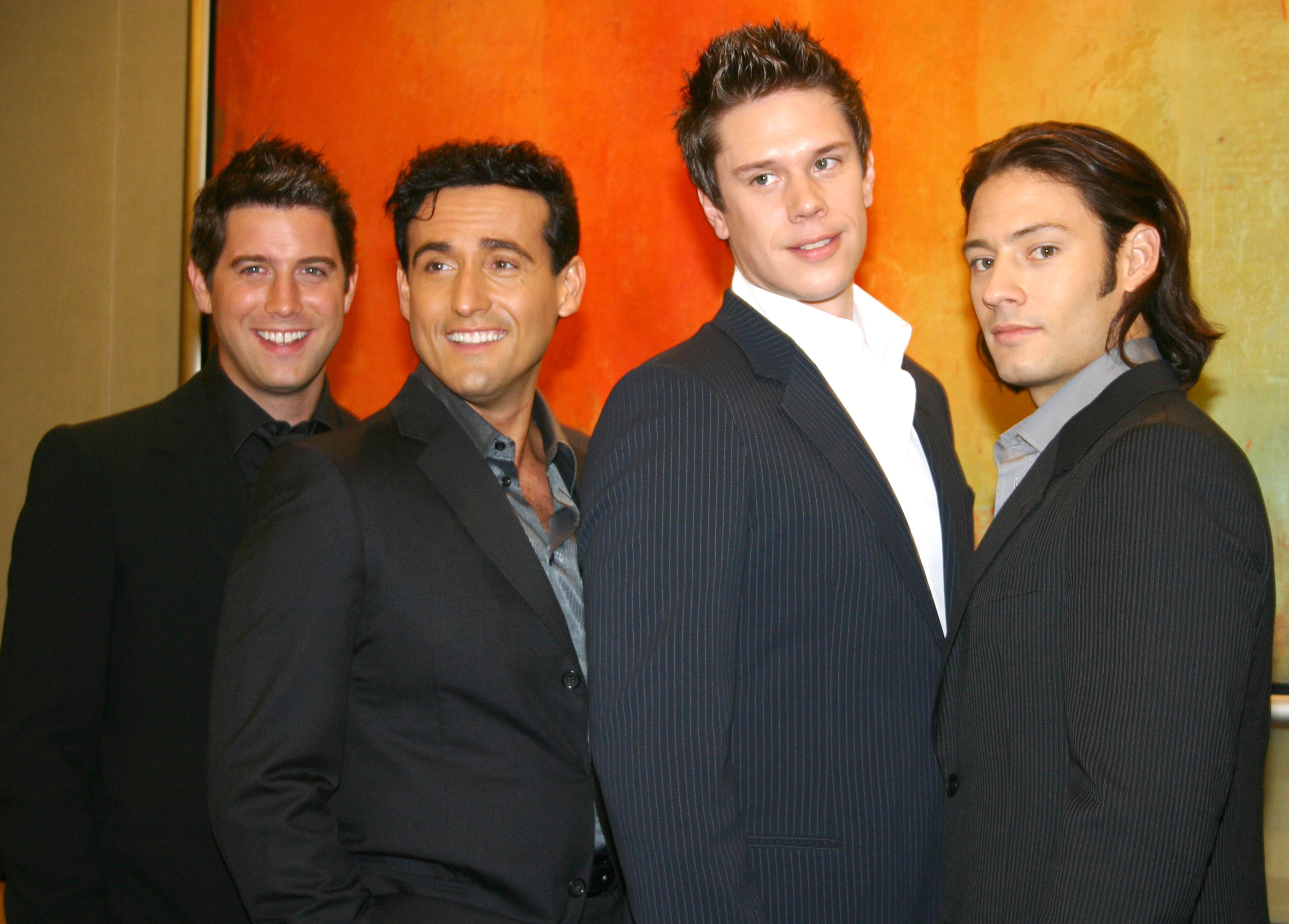
Группа Il Divo в Гонконге (2005). Урс Бюлер — крайний справа.

В декабре 2003 года Урс Бюлер был принят в состав новообразованной группы «Il Divo». Начиная с 2004 года он принимает участие в мировых турне квартета, а также в записи совместных музыкальных альбомов, занимающих первые места во многих национальных чартах.
Также он принимает участие в различных международных музыкальных фестивалях в перерыве между гастролями квартета.

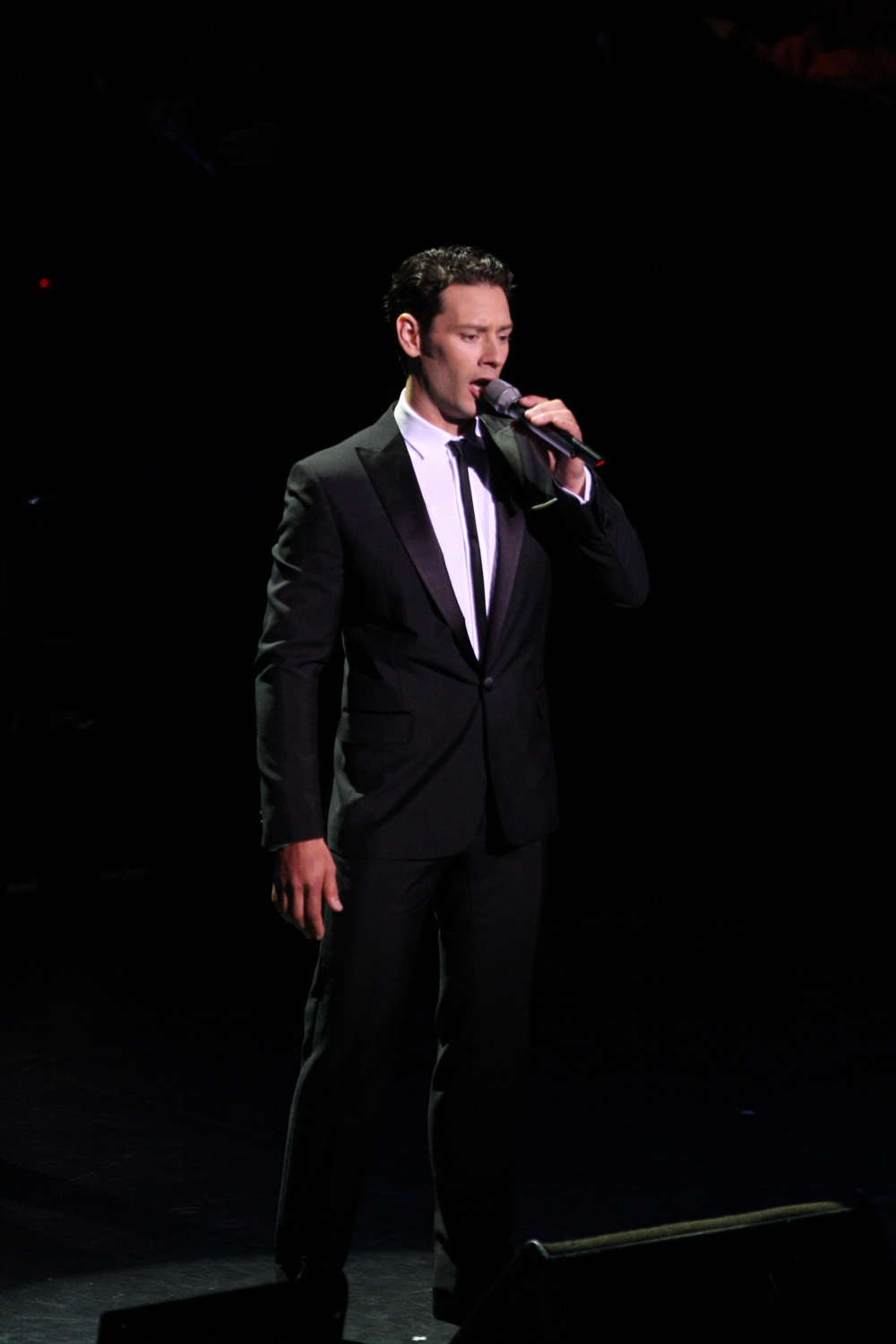
Выступление на концерте Иль-Диво в Сиднее, 2012 год.

## Личная жизнь
С 2007 года состоял в гражданском браке с визажисткой группы «Il Divo» Таней Родни (англ. Tania Rodney). Есть дочь — Вильгельмина (23 декабря 2008 г.). Проживает в Лондоне, Великобритания. В сентябре 2016 года женился на Летисии Креспо, испанской балерине и фотомодели.

## Дискография

### В составе Il Divo

#### Студийные альбомы
1. 2004 — Il Divo
2. 2005 — Ancora
3. 2006 — Siempre
4. 2008 — The Promise
5. 2011 — Wicked Game
6. 2013 — A Musical Affair
7. 2015 — Amor & Pasión[англ.]
8. 2018 — Timeless[исп.]
9. 2021 — For Once in My Life: A Celebration of Motown

#### Special Christmas
1. 2005 — The Christmas Collection

#### Сборники
1. 2012 — The Greatest Hits

#### Концертные альбомы
1. 2009 — An Evening with Il Divo - Live in Barcelona
2. 2014 — Live in Japan[англ.]

#### Специальные выпуски
1. 2005 — Il Divo. Gift Edition
2. 2006 — Christmas Collection. The Yule Log
3. 2008 — The Promise. Luxury Edition
4. 2011 — Wicked Game. Gift Edition
5. 2011 — Wicked Game. Limited Edition Deluxe Box Set
6. 2012 — The Greatest Hits. Gift Edition
7. 2012 — The Greatest Hits Deluxe Edition
8. 2014 — A Musical Affair. Exclusive Gift Edition
9. 2014 — A Musical Affair. French Versión

#### Синглы
- Mama[англ.] (2005)
- Un-Break My Heart (2005)
- O Holy Night (2005)
- I Believe in You[англ.] (2006)
- The Time of Our Lives (Il Divo и Тони Брэкстон)[англ.] (2006)
- Nights in White Satin (2006)
- Amazing Grace (2008)
- Wicked Game (Melanchonia) (2011)
- Por una cabeza (2015)
- Si voy a perderte[англ.] (Don’t wanna lose you) (2015)
- Bésame mucho (2015)
- Abrázame[англ.] (2015)
- Quizás, quizás, quizás (2015)